# Лусконіг чорноголовий
Лусконіг чорноголовий (Pygopus nigriceps) — вид ящірок родини Лусконоги (Pygopodidae).

## Опис
Довжина тіла сягає 45-55 см. Забарвлення тіла від коричневого до червонувато-коричневого, у пустельних зразків зазвичай більш оранжевого кольору, у інших осіб темніше. Вид характеризується чорними смугами по голові і шиї, які мають вигляд каптура. Здатний очищувати свої очі, використовуючи свій широкий, м'ясистий язик. Він також зберігає помітні вушні отвори.

## Спосіб життя
Мешкає у сухих районах Австралії. Веде в основному нічний спосіб життя, у зв'язку з жаркою погодою удень . Зустрічаються на сухих відкритих ділянках, особливо у піщаних пустелях з рослинністю Triodia, але може знаходитись також і в рідколіссі і у заростях чагарників [3]. Знаходить притулок під камінням і залишками дерев, у купинах трави і тріщинах ґрунту, занедбаних норах, термітниках.

## Живлення
Живиться переважно поверхнево-активними членистоногими. Комахи є основною здобиччю, Але полює також на павуків і скорпіонів.

## Розмноження
Це яйцекладні плазуни. У кладці два яйця. Інкубаційний період триває від 66 до 77 днів.